# Szarisszasz
Szarisszasz (Šarišša, Šarīšša, [...URUŠa-r]i-eš-ša, URUŠa-ri-eš-ša, [U]RUŠa-ri-iš-ša, ma Kuşaklı) Hattuszasztól 210 kilométerre keletre fekvő település volt az i. e. 2. évezredben az anatóliai fennsík keleti részén. 1992-ben egy agyagtáblát találtak, majd 1993-tól 2004-ig folyamatos ásatás folyt a helyszínen Andreas Müller-Karpe vezetésével. A dendrokronológia alkalmazásával a településen évre pontos datálás lehetséges, az északnyugati kapu faanyagát i. e. 1530-ban vágták ki.

## Története
Szarisszasz nem tartozik a korai bronzkor jelentős települései közé, a legkorábbi hettita források nem is említik. Az ásatások alapján is keletkezése az i. e. 16. századra tehető. Az üres térségen az alapított városokra jellemző geometrikus háztömb-elhelyezés figyelhető meg. A település vízellátását a fennsík vízfolyásainak duzzasztásával oldották meg, ez Anatólia legrégebbi ismert gátja. A középpontban a Fellegvár áll, hat épület különíthető el benne, legnagyobbja a C-épület néven ismert komplexum, amely körülbelül 76×61 méteres alapterületével 4660 m² területen állt. Ez valószínűleg a szarisszaszi Viharisten temploma volt. Megtalálták a délkeleti és északnyugati kapukat, a központi gabonaraktárakat. Az Akropoliszt sugárirányú főutak veszik körül, néhány lakóházat is feltártak. Ezek között volt olyan, amelyet az i. e. 16. században építettek, majd az i. e. 14. századi nagy földrengés után is újjáépítették.
A földrengést tűzvész követte, a város gyakorlatilag teljesen elpusztult, de hamar újjáépítették. A 14–13. századból még jelentős mennyiségű lelet került elő, azonban érdekes – és tisztázatlan – okból a nagy templomot nem építették újjá. A város része lehetett egy attól 2,5 kilométerre fekvő szentélykörzet is, ezért feltehető, hogy a megrongált templom helyett oda tevődött át a kultuszgyakorlat. A tengeri népek vándorlásának idején, i. e. 1200 körül újabb tűzvész pusztított, amelynek rombolását már csak részben állították helyre. A korai vaskorban lakatlan volt, az i. e. 7. században egy rövid ideig működő erődöt építettek a hettita fellegvár helyére.
A város jogállása sem teljesen tisztázott. A hattuszaszi levéltár iratai a birodalom városaként említik. Mégis találtak két olyan szöveget, amely azt látszik bizonyítani, hogy az i. e. 13. század második felében önálló politikai entitás volt, vagy legalábbis vazallusi viszonyban álló helyi uralkodó irányította. Az egyik a „LUGAL Mazitima”, a másik pedig az „EN URU Ša-ri-eš-ša”. Ezek nem biztos, hogy összefüggnek, de a „lugal” rangú Mazitima és a „Szarisszasz ura” szófordulatok megengedik annak feltevését, hogy helyi uralkodó uralta a várost.

## Leletei
Az épületek feltárása mellett az itt talált feliratos emlékek, agyagtáblák a legfontosabb leletek. Hattuszaszhoz vagy Szapinuvához képest darabszámra kevés, ráadásul töredékes és rossz állapotú, mégis a Viharisten kultuszaival és rituáléival kapcsolatos ismereteinket gyarapítja. A táblák az i. e. 13. század második felében készültek, többségük (45 darab) a Fellegvár nyugati részében, az egyik épület déli termében került elő.
Rengeteg kerámia is előkerült, köztük a 2004-es évad szenzációs leletei, mükénéi kerámiák. Ezek azt bizonyítják, hogy a későhellászi periódusban („posthelladikus”, vagy mükénéi kor) a távolsági kereskedelem már Anatólia keleti feléhez is elért az Égeikumból.

## Azonosítása
A feltárt település és a hattuszaszi levéltárban többször is említett Szarissza azonosítása még nem bizonyos. Vannak mellette és ellene szóló érvek is. Mellette szól, hogy két kultikus táblán, valamint a leltár-listákon is szerepel a Szarisszasz név. Az írásos anyag vallásos jellegű, hatalmas templomkörzet és a közeli szentély párhuzamosítható a hattuszaszi iratok alapján is feltételezett kultikus fontossággal. Ugyanakkor a DIŠKUR URUZi-ip-pa-la-an-da szövegű lelet gyengíti a város említésére vonatkozó érvet, hiszen ez Cippalanda település Viharistenének neve.